# Militärflugplatz Leeuwarden

i7
i11
i13
Die Vliegbasis Leeuwarden (ICAO-Code: EHLW) ist ein Militärflugplatz der niederländischen Luftstreitkräfte. Die Basis liegt in der Provinz Friesland im Nordwesten des Stadtgebiets der Stadt Leeuwarden. Sie dient den niederländischen Streitkräften (KLu) insbesondere als einer von zwei Kampfflugzeugstützpunkten.

## Geschichte
Der Flugplatz wurde 1938 als ziviler Flughafen zwischen Schiphol und Eelde eröffnet, zunächst aber kaum genutzt.
Nach der Besetzung der Niederlande durch die deutsche Wehrmacht im Mai 1940 nutzte die Luftwaffe den Platz als Fliegerhorst und stationierte hier Jagdflugzeuge und Bomber. Zwischen Ende Juni und Anfang August 1940 lagen hier nacheinander die Bf 109E der I. Gruppe des Jagdgeschwaders 51 (I./JG 51) und der II. Gruppe des Jagdgeschwaders 27 (II./JG 27). Im Januar 1941 wurde die III. Gruppe des Kampfgeschwaders 4 (III./KG 4) mit He 111H neu aufgestellt und griff in Folge bis Ende Juli in die Luftschlacht um England ein. Zusätzlich lag hier zwischen Mai und Juli 1941 die
I. Gruppe des Jagdgeschwaders 52 (I./JG 52) und im Oktober/November 1941 die II. Gruppe des gleichen Geschwaders (II./JG 52), die zu diesem Zeitpunkt schon die Bf 109F flog.
Ab November 1941 wurde Leeuwarden eine wichtige Nachtjagd-Basis und wurde zunächst Heimat der Ju 88C der II. Gruppe des Nachtjagdgeschwaders 2 (II./NJG 2), die hier ein Jahr stationiert blieb. Zwischen Oktober 1942 und März 1944 folgten ihr die Bf 110 der IV. Gruppe des Nachtjagdgeschwaders 1 (IV./NJG 1), gefolgt zwischen Mai und September 1944 von einem Teil der III. Gruppe (III./NJG 1), die neben der Bf 110 auch die Ju 88G im Bestand hatte. Die Basis wurde im Zusammenhang mit der Operation Market Garden am 16. und 17. September 1944 durch das RAF Bomber Command angegriffen und erheblich beschädigt.
Nach der Befreiung der Niederlande wurde die Basis in Stand gesetzt und zunächst wiederum zivil genutzt, die KLM flog von hier nach Schiphol.
Bereits ab 1949 jedoch wurde der Flugplatz erneut militärisch genutzt, diesmal durch die Koninklijke Luchtmacht der Niederlande. Seit diesem Jahr ist Leeuwarden eine Haupteinsatzbasis von Düsenjägern. Zunächst waren hier Meteor F8 stationiert, die 1956 durch Hunter F6A abgelöst wurden. Diese machten ihrerseits 1964 der F-104G Starfighter Platz und 1979 begann die Einführung der noch heute geflogenen F-16A/B, damals bei der bereits Mitte der 1980er Jahre wieder aufgelösten Umschuleinheit Transitie en Conversie Afdeling (TCA). Die beiden Einsatzstaffeln waren seit 1981 die 322. und 323. Staffel, letztere diente nach Auflösung der TCA auch als Umschuleinheit.
Daneben beherbergte die Basis ab 1976 eine geringe Anzahl von Rettungshubschraubern, zunächst des Typs Alouette III und seit 1994 ausschließlich des Typs Agusta AB-412SP. Sie wurden durch die im Alltag als SAR-Flight bezeichnete 303. Staffel betrieben. Diese Einheit wurde Anfang 2015 aufgelöst.
Im Zuge der weiteren Verkleinerung der F-16AM/BM Flotte und der geringen Anzahl bestellter F-35A wurde 2013 kurz erwogen, die Basis vom Status einer Haupteinsatzbasis (main operating base) auf den niedrigeren Status einer Einsatzbasis (deployed operating base) zu reduzieren. Dieser Plan wurde aber nach kurzer Zeit verworfen, obwohl die Kampfflugzeug-Flottenreduzierung zu diesem Zeitpunkt noch wie geplant erfolgen sollte.
Leeuwarden ist der erste KLu-F-35-Stützpunkt, später soll noch Volkel folgen. Als Konsequenz wurde eine der beiden Staffeln, die 323., Ende Oktober 2014 als F-16 Staffel außer Dienst und Anfang November in Eglin als erste F-35 Einheit der KLu neu aufgestellt. Am 23. Mai 2016 landeten auf dem Flugplatz die ersten beiden Maschinen des Typs Lockheed Martin F-35A, die den Atlantik zu Testzwecken überquerten. Ende Oktober 2019 traf dann das erste in den Niederlanden fest stationierte Exemplar aus der Fertigung in Italien kommend hier ein und zwei Jahre später erreichte die 322. Staffel Ende 2021 ihre Anfangseinsatzbereitschaft. Die letzten F-16 hatten die Basis zuvor zum 1. Juli 2021 verlassen.

## Nutzung
Die Basis wird zurzeit (2024) von folgender fliegender Staffel genutzt:
- 322. Squadron, ausgerüstet mit Mehrzweckkampfflugzeugen Lockheed Martin F-35A (seit 2019)
- 306. Squadron, betreibt die MQ-9-Reaper-Drohnen

Die ersten „Reaper“-Drohnen waren für die Schulung von 2022 bis 2024 in Hato/Antillen stationiert und wurden 2024 nach Câmpia Turzii/Rumänien verlegt.
Hinzu kommen auf dem Stützpunkt noch weitere nichtfliegende Verbände.

## Zwischenfälle
- Am 27. Dezember 1947 wurde mit einer Douglas DC-3/C-47A-5-DK der niederländischen KLM Royal Dutch Airlines (Luftfahrzeugkennzeichen PH-TCV) im Anflug auf den Flughafen Leeuwarden durchgestartet, da die Piloten in starkem Regen und niedriger Wolkendecke den Flugplatz nicht sehen konnten. Dabei kollidierte die linke Tragfläche mit dem 70 Meter hohen Turm der Kirche St. Bonifatius, wobei die äußeren drei Meter der linken Tragfläche abrissen. Es gelang den Piloten dennoch, in einem Feld nahe Boxum (rund 6 Kilometer südwestlich der Kirche) eine Bauchlandung durchzuführen. Da das Flugzeug auch noch über drei Gräben schleuderte, wurde es irreparabel beschädigt. Alle 15 Insassen, fünf Besatzungsmitglieder und 10 Passagiere, überlebten den Unfall.[4]